# Oude Graanmarkt
De Oude Graanmarkt (Frans: Vieux Marché aux Grains) is een plein in de Belgische stad Brussel. Het plein ligt ten zuidwesten van het centrum van de stad, vlak bij het Muntplein en de Antoine Dansaertstraat en ligt dus in de Brusselse vijfhoek. Vlakbij ligt ook de Beurs van Brussel.

## Geschiedenis
Het plein is een gedempte oude walgracht uit de 16e eeuw. De straat/plein ontstond in het midden van de 16de eeuw, na demping van het zuidelijk deel van de zogenaamde Witte Jouffrouwengrecht (Frans: Fossé des Dames Blanches), een vroegere walgracht van de eerste stadsomwalling. De Witte Juffrouwen waren de regularissen van Jericho die hier in 1456 buiten de eerste stadsmuur waren neergestreken. Nog in het midden van de 16de eeuw werd het noordelijk gedeelte omgevormd tot een dok, het huidige Sint-Katelijneplein. Aanvankelijk, vanaf 1563, werd er een veemarkt gehouden en later, vanaf ongeveer 1650, kwam er een graanmarkt, ter vervanging van de markt op het Oud Korenhuis. De huidige benaming kwam er in 1787-1788 na aanleg van de Nieuwe Graanmarkt. De westelijke gevelwand werd hierbij onderbroken door de aanleg van de Moutstraat en de voormalige Jerichostraat. Vooral op mooie dagen doet het pleintje, nu eigenlijk een verbreding van de straat, tegen het Sint-Katelijneplein, een beetje Provençaals aan, met zijn vele terrasjes onder de bomen.